# SYREP
SYREP è un messaggio che viene generalmente emesso ogni mattina per effettuare i riepiloghi giornalieri dei vari parametri meteorologici strumentali registrati da una determinata stazione durante la giornata precedente.

## Contenuto del messaggio
Il messaggio SYREP riporta le temperature massime e minime registrate nel corso della giornata a cui si riferisce e gli orari in cui queste si sono verificate. I valori delle temperature riportano anche i decimi di grado, mentre l'orario indicato si riferische al Greenwich Mean Time e deve essere poi convertito nell'orario effettivo dello Stato in cui è ubicata la stazione, a cui deve essere addizionata anche l'eventuale ora legale presente.
Un altro parametro indicato nel SYREP è quello relativo al vento, del quale viene riportata la direzione di provenienza e l'intensità massima registrata nell'arco della giornata di riferimento, con relativo orario GMT.
Quindi, viene riportato anche l'accumulo delle eventuali precipitazioni verificatesi, suddiviso in due periodi temporali distinti, quello compreso tra le ore 0 e le ore 12 GMT e quello tra le ore 12 e le ore 24 GMT.
Un altro parametro indicato nel SYREP è quello dell'umidità relativa, della quale viene riportato il valore massimo e minimo che sono stati registrati nell'arco della giornata di riferimento, senza però l'indicazione dell'orario in cui si sono verificati.
Infine, il messaggio SYREP delle stazioni dotate di eliofanografo riporta anche la durata del soleggiamento in ore e minuti che si è verificato nell'arco della giornata di riferimento.
Va precisato che, essendo riportati nel SYREP soltanto i parametri meteorologici registrati strumentalmente, non si trovano indicazioni relative a parametri meteorologici osservativi quali le condizioni del tempo, la nuvolosità, l'eventuale nebbia o foschia e la visibilità.